# Quebrada Doña María
Quebrada Doña María är ett vattendrag i Colombia.   Det ligger i departementet Antioquía, i den centrala delen av landet, 240 km nordväst om huvudstaden Bogotá.